# Мајерстаун (Пенсилванија)
Мајерстаун (енгл. Myerstown) град је у америчкој савезној држави Пенсилванија.

## Демографија
По попису из 2010. године број становника је 3.062, што је 109 (-3,4%) становника мање него 2000. године.
| Група             | 2000.         | 2010.         |
| Белци             | 3.074 (96,9%) | 2.907 (94,9%) |
| Афроамериканци    | 46 (1,5%)     | 32 (1,0%)     |
| Азијати           | 14 (0,4%)     | 17 (0,6%)     |
| Хиспаноамериканци | 30 (0,9%)     | 73 (2,4%)     |
| Укупно            | 3.171         | 3.062         |